# Ophiomaria tenella
Ophiomaria tenella är en ormstjärneart som beskrevs av A.H. Clark 1916. Ophiomaria tenella ingår i släktet Ophiomaria och familjen Ophiolepididae. Inga underarter finns listade i Catalogue of Life.